# Betty Fischer
Barbara (Betty/Betti) Fischer (* 12. Oktober 1887 in Wien, Österreich; † 12. Januar 1969 ebenda), auch Wetty, Spitzname: „Lercherl von Hernals“, war eine österreichische Operettensängerin (Sopran).

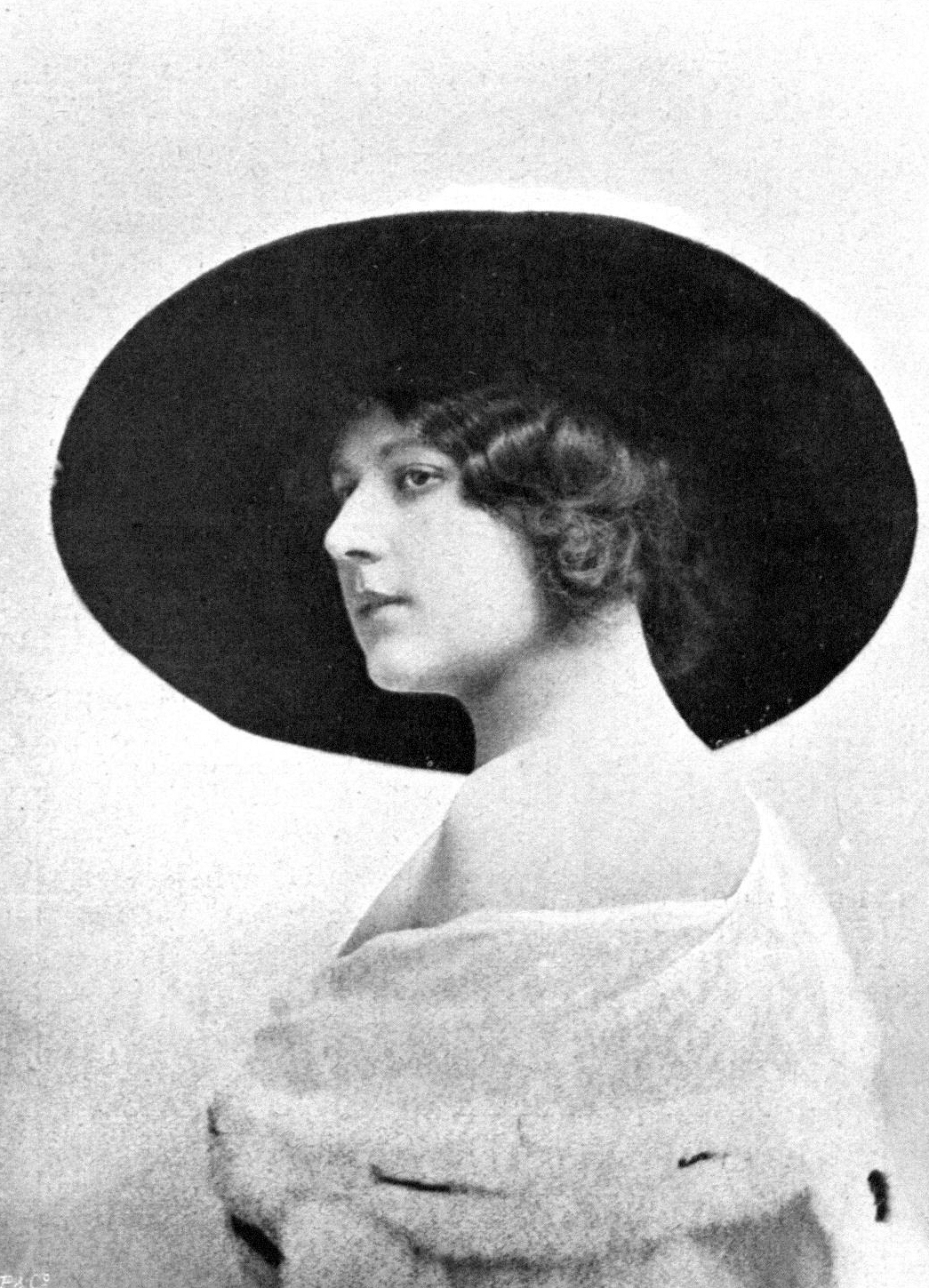
Betty Fischer

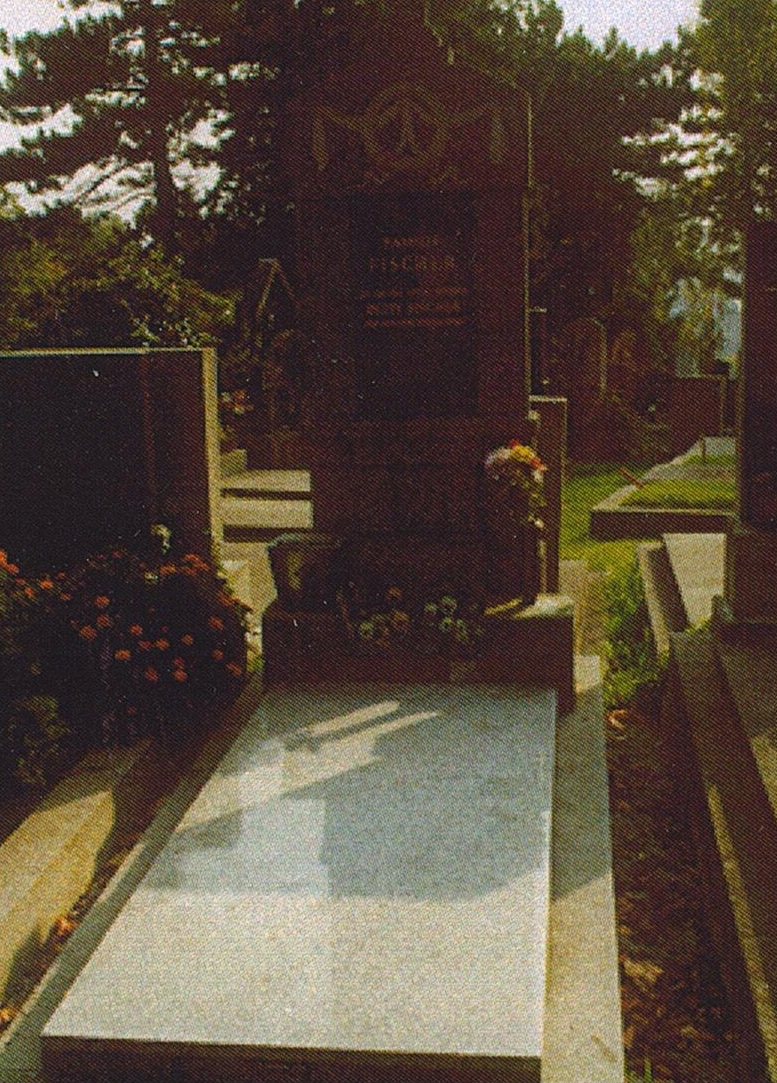
Grabstätte von Betty Fischer

## Leben
Nach Abschluss der Volks- und Bürgerschule machte Fischer eine Schneiderlehre, mit Gesellen- und Meisterbrief. Sie hatte jedoch mehr Ambitionen zur Sängerin als zur Schneiderin. So nahm sie Unterricht und entwickelte einen Sopran mit über dreieinhalb Oktaven. Über das Raimundtheater und Ronacher kam sie an das Theater an der Wien. Als Debüt sang sie die Valencienne in Die lustige Witwe. Ihr Partner war des Öfteren Hubert Marischka. Die Operettendiva machte Tourneen durch ganz Europa, emigrierte als Jüdin 1933 und kehrte 1947 zurück nach Wien, stand jedoch nur noch selten auf der Bühne. Nach ihrer aktiven Bühnenlaufbahn war sie Professorin am Konservatorium Wien.
Sie starb vergessen im hohen Alter. In ihrem Nachlass fand man 23 Koffer mit 900 exquisiten Kleidern, die sie getragen hatte. Als Schneiderin ging sie sehr nach der neuesten Mode und gab auch dort den Ton an.
Sie ruht in einem ehrenhalber gewidmeten Grab auf dem Hernalser Friedhof (Gruppe 48, Nummer 11) in Wien. 1999 wurde der Betty-Fischer-Weg in Wien-Hernals nach ihr benannt.